# This Darkened Heart
This Darkened Heart – drugi album studyjny amerykańskiej grupy muzycznej All That Remains.
Praktycznie cały materiał na płytę stworzył wokalista Philip Labonte.

## Lista utworów
1. "And Death in My Arms" – 4:45
2. "The Deepest Gray" – 3:09
3. "Vicious Betrayal" – 4:19
4. "I Die in Degrees" – 3:30
5. "Focus Shall Not Fail" – 6:18
6. "Regret Not" – 4:26
7. "Passion" – 3:42
8. "For Salvation" – 3:50
9. "Tattered on My Sleeve" – 4:21
10. "This Darkened Heart" – 3:13

## Twórcy
- Philip Labonte – śpiew
- Oli Herbert – gitara
- Mike Martin – gitara
- Matt Deis – gitara basowa
- Michael Bartlett – perkusja

Projekt okładki przygotował Mike D'Antonio (basista grupy Killswitch Engage).